# Polla de Hodgen
La polla de Hodgen (Tribonyx hodgenorum) és un ocell extint de la família dels ràl·lids (Rallidae) que vivia a diversos hàbitats com ara el bosc obert i els prats al llarg dels rius, de Nova Zelanda. No estava capacitat per al vol.